# Tilman Bollacher

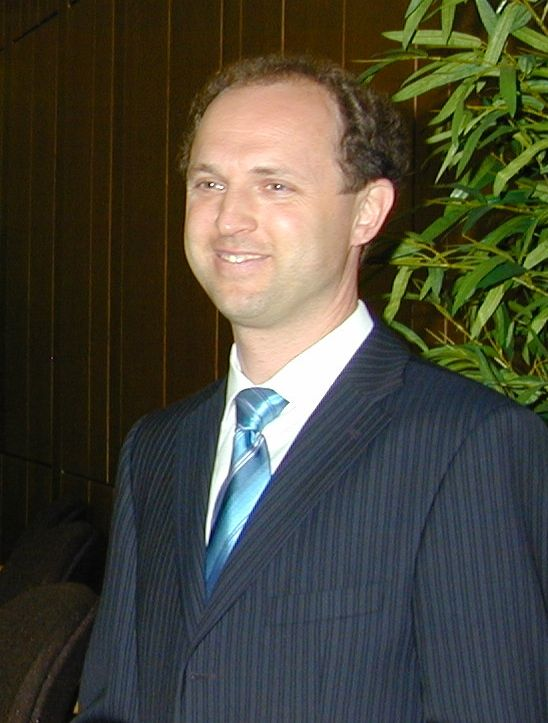
Tilman Bollacher (2014)

Tilman Bollacher (* 11. Februar 1964 in Ludwigsburg) war von September 2006 bis 31. August 2014 Landrat des Landkreises Waldshut.

## Leben
Tilman Bollacher studierte Rechtswissenschaft in Tübingen und Barcelona. Am 6. Juni 1990 legte er sein Erstes Juristisches Staatsexamen ab. Von 1991 bis 1994 folgte ein Referendariat am Landgericht Heilbronn. Zwischen 1994 und 1997 war er Sozialdezernent des Landratsamtes Rems-Murr-Kreis. Anschließend war er von 1997 bis 1999 beim Landesamt für Verfassungsschutz tätig. Von August 1999 bis Januar 2002 war er Referent für Vertriebenenfragen im Innenministerium und war anschließend (bis Mai 2003) persönlicher Referent des Staatssekretärs Heribert Rech im Innenministerium. Von 2003 bis 2004 folgte eine Tätigkeit als Abteilungsleiter im Landkreistag Baden-Württemberg. Ab 1. Juli 2004 war der parteilose Bollacher Erster Landesbeamter im Landratsamt im Landkreis Waldshut.
Am 14. Juni 2006 wurde er mit 39 Stimmen (14 Stimmen verteilten sich auf zwei weitere Bewerber) von den Kreisräten im ersten Wahlgang für acht Jahre zum Landrat gewählt und trat damit am 1. September 2006 die Nachfolge von Bernhard Wütz an. Im Jahr 2010 trat Bollacher in die CDU ein. Am 4. Juni 2014 unterlag er im dritten Wahlgang dem parteilosen Martin Kistler, der dem Kreistag bislang als Mitglied der FDP-Fraktion angehörte. Kistler trat die Nachfolge Bollachers am 1. September 2014 an.
Von 2009 bis 2014 war Bollacher Verbandsvorsitzender der Raumordnungs- und Planungsregion Hochrhein-Bodensee.
Tilman Bollacher spricht Französisch, Spanisch, Katalanisch und Englisch. Während seiner Zeit als Referendar am Landgericht Heilbronn absolvierte er ein Praktikum bei der Deutschen Ständigen Vertretung bei der OECD in Paris.